# Shisochin
Shisochin (四向戦), lutar nas quatro direções, é um Kata do caratê originário do Naha-te, cuja autoria aponta-se como sendo de Kanryo Higaonna.

## História
Diz-se que o kata foi introduzido em Oquinaua por intermédio do mestre Higaonna, quando retornou de sua viagem que fez até Fuchou, na província de Fujian, onde teria aprendido o exercício com o mestre Ryu Ryu Ko, apesar de algumas circunstâncias não corroborarem a versão.É praticado na Goju-ryu e na Shito-ryu.

## Caracteristicas
Shisochin começa na base sanchin dachi se aplicam três nukite zuki. Em verdade, há uma predominância de técnicas de kaisho waza — mãos abertas —. As bases são ecléticas, altas e baixas, realçando a característica da adaptabilidade. Além de sanchin dachi, estão bem marcadas zenkutsu dachi e ayumi dachi.
O kata é o simétrico. E, alternando as atemi waza e técnicas de agarramento.